# Мончинский, Францишек
Франци́шек Мончи́нский (пол. Franciszek Mączyński, 21 сентября 1874, Вадовице — 28 июня 1947, Краков, Польша) — польский архитектор и реставратор.
Образование получил в Высшей промышленной школе в классе Славомира Одживольского. C 1902 по 1904 год продолжал своё обучение в краковской Школе изящных искусств в классе скульптора Константы Лящки. Позднее выехал на обучение в Париж и Вену.
Проектировал в стиле модерн. Был членом Общества архитекторов Речь Посполитой, Общества польского прикладного искусства, Общества любителей истории и памятников Кракова, и Общества «Warsztaty Krakowskie».
Скончался 28 июня 1947 года и был похоронен на Раковицком кладбище.

## Творчество
- Дворец искусства;
- Силезская духовная семинария в соавторстве с Зигмунтом Гавликом (1929 г.);
- Дворец Печати в соавторстве с Тадеушем Стрыенским;
- Стадион «Краковия» (в 2009 году был разобран);
- Церковь Святейшего Сердца Иисуса в Кракове и монастырь иезуитов на улице Коперника;
- Церковь Непорочного Зачатия Пресвятой Девы Марии в Кракове в соавторстве с Тадеушем Стрыенским;
- Церковь святого Казимира в Кракове;
- Вилла Войцеха Вайсса в соавторстве с Тадеушем Стрыенским;
- реставрация Старого театра в Кракове;
- Дом под глобусом в соавторстве с Тадеушем Стрыенским;
- занимался реставрацией в Мариацком костёле и церкви святого Флориана.
- Здание администрации Краковской электростанции;

## Награды
- Офицерский крест Ордена Возрождения Польши (1929);
- Золотой академический венок Польской академии литературы (1936).